# Dedicato...
Dedicato... è il primo album in studio della Lupia Jazz Orchestra, dedicato al maestro Adelino Marchiori. È stato registrato nel 2000, in occasione dei 55 anni di attività.

## Tracce
1. I CAN'T TURN YOU LOOSE
2. ST. LOUIS BLUES
3. CHICAGO REVISITED
4. IN THE MOOD
5. BLUES FOR BESSIE
6. PETER GUNN THEME
7. BLUE MOON
8. FUSION FACTORY
9. ROUGH MIX
10. A TRIBUTE TO LIONEL
11. DANCING SHOW
12. EVERYBODY NEEDS SOMEBOBY